# ごま書房新社
株式会社ごま書房新社（ごましょぼうしんしゃ）は、日本の出版社。

## 概要
2008年（平成20年）、株式会社ごま書房新社VMを設立、ごま書房の事業を譲受。2019年（令和元年）11月6日、「株式会社ごま書房新社」に商号変更。
社名の類似したゴマブックスは、ごま書房の発刊する新書版の企画・編集を目的に設立されたが、経営悪化に伴い1998年（平成10年）7月に傘下を離れており、ごま書房新社とは設立当初から資本関係にない。

## ごま書房（前身）
- 1971年（昭和46年）2月に、光文社出身の篠原直、福島茂喜の二人が、ソニー創業者の井深大、山種証券の山崎富治、心理学者で千葉大学名誉教授の多湖輝の出資を得て、株式会社ごま書房を創立[1]。
- 1988年（昭和63年）7月21日、新書版の企画・編集を行う子会社として株式会社ポケットブック社設立。
- 1998年（平成10年）、株式会社ポケットブック社との資本関係を解消、同時にポケットブック社は商号をゴマブックス株式会社に変更する。
- 2008年（平成20年）、株式会社ごま書房新社VMに事業を譲渡。
- 2009年（平成21年）3月、破産開始決定。

株式会社ポケットブック（現・ゴマブックス株式会社）と資本関係を解消する前は、新書を「ゴマブックス（Goma Books）」として販売。著者は各分野の専門学者が多く、実用書、学習参考書などを主に出版していた。